# Communauté de communes du Val Saint-Pierre
La communauté de communes du Val de Saint-Pierre est une ancienne communauté de communes française, qui était située dans le département de la Moselle et la région Lorraine.

## Histoire
La communauté de communes du Val Saint-Pierre fut créée le 3 novembre 1994.
Le 1er janvier 2014, la communauté de communes du Val Saint-Pierre fusionnent avec la Communauté d'agglomération de Metz Métropole pour former une structure éponyme.

## Composition
Elle était composée de 4 communes :
- Chesny
- Jury
- Mécleuves
- Peltre (siège)

## Compétences
Les compétences exercées par la communauté sont :
- l’aménagement de l’espace ;
- le développement économique ;
- le logement et le cadre de vie ;
- la protection et mise en valeur de l’environnement ;
- l’harmonisation des  plans d'occupation des sols (POS) de chaque commune.

## Administration
Le Conseil communautaire est composé de 23 délégués dont 16 membres titulaires et 7 suppléants.
| Période                                  | Période          | Identité         | Étiquette | Qualité                          |
| ---------------------------------------- | ---------------- | ---------------- | --------- | -------------------------------- |
| Les données manquantes sont à compléter. |                  |                  |           |                                  |
|                                          | 1er janvier 2014 | Michel Tournaire |           | Maire de Mécleuves (depuis 1997) |

## Budget
Le Val Saint-Pierre possède un budget de 1 629 431,59 € pour la section de fonctionnement 2007, et de 668 434,26 € pour la section d’investissement 2007. Les recettes prévisionnelles sont toujours égales aux dépenses prévisionnelles.

## Développement durable
Cette intercommunalité conseille et utilise le compostage domestique pour le développement durable avec un tri des déchets, ainsi qu’un ramassage des objets encombrants afin d’éviter de les jeter n’importe où. Mais aussi une collecte des piles usagées pour diminuer la pollution, sans oublier la déchèterie mise à disposition de toutes les communes du Val Saint-Pierre.

## Complexe sportif
Cette récente structure moderne composée d'une salle omnisports, d'un dojo, d'une salle de danse et d'un court de tennis couvert, propose de nombreuses activités sportives :
- Aïkido: Shobu Aïkido Val Saint Pierre[2],[3]
- Badminton: Badminton club du Val Saint Pierre[4]
- Boxe Taï : MJC Frontigny-Mécleuves
- Body sculpt : MJC Frontigny-Mécleuves
- Dynamic gym : MJC Frontigny-Mécleuves
- Fitness : MJC Frontigny-Mécleuves
- Foot en salle : association sportive de Peltre
- Gym douce : association familiale de Peltre
- Gymnastique : MJC Jury
- Handball : les Chesnoiseries
- Judo : MJC Jury
- Ju Jitsu : MJC Jury
- Karaté: Ecole de Karaté 57[5]
- Majorettes : Majorettes Val Saint Pierre
- Modern Jazz : MJC Jury-Frontigny-Mécleuves
- Nihon Tai Jitsu : MJC Frontigny-Mécleuves
- Step : MJC Frontigny-Mécleuves
- Tennis : Tennis club de Jury-Peltre
- Tennis de table : MJC Frontigny-Mécleuves
- Volley-Ball : les Chesnoiseries
- Yoga : MJC Frontigny-Mécleuves